# Sola fide
Der Ausdruck sola fide (lat.: „allein durch Glauben“, „allein aus Glauben“) bezeichnet ein Grundelement der reformatorischen Lehre von der Rechtfertigung und ist ein theologischer Grundsatz der Kirchen, die aus der Reformation hervorgegangen sind. Er drückt die Überzeugung aus, dass der Mensch allein durch seinen Glauben das ewige Leben erlangt.

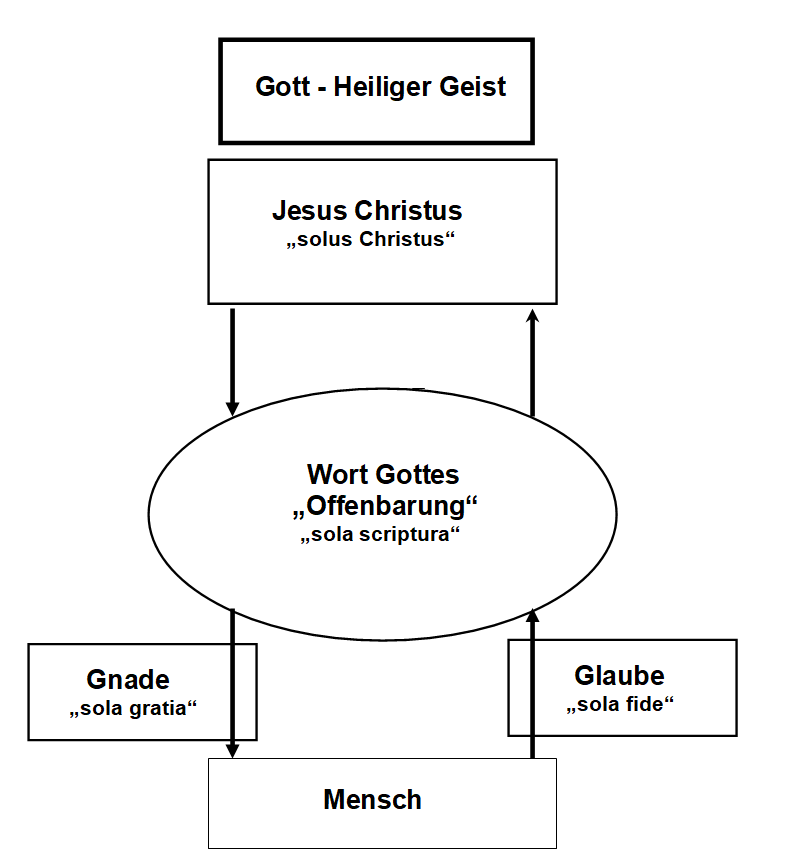
Schematische Darstellung zu Luthers Rechtfertigungslehre, modifiziert nach P. Blickle (1992)

## Bedeutung
„Sola fide“ drückt die Überzeugung aus, dass der Mensch nicht durch gute Werke vor Gott gerecht werden kann, sondern dass er allein durch den Glauben an das Versöhnungswerk Christi gerechtgesprochen und dadurch gerettet wird. Durch diesen Glauben empfängt der Mensch den Heiligen Geist (Gal 3,2.5 ).
Es ist dem Menschen nach lutherischer Auffassung nicht möglich, sich aus eigenen Stücken für den Glauben an Christus zu entscheiden, da der Glaube allein durch Gottes Gnade (sola gratia) zustande kommt bzw. durch das ihn erreichende Wort Gottes (solus Christus) überhaupt erst geweckt wird. Damit ist eine autonome Glaubensentscheidung, also ein Akt des freien Willens seitens des Menschen für Luther völlig undenkbar: In Bezug auf sein Gottesverhältnis und somit sein Heil ist der Mensch geknechtet.

## Biblische Grundlage

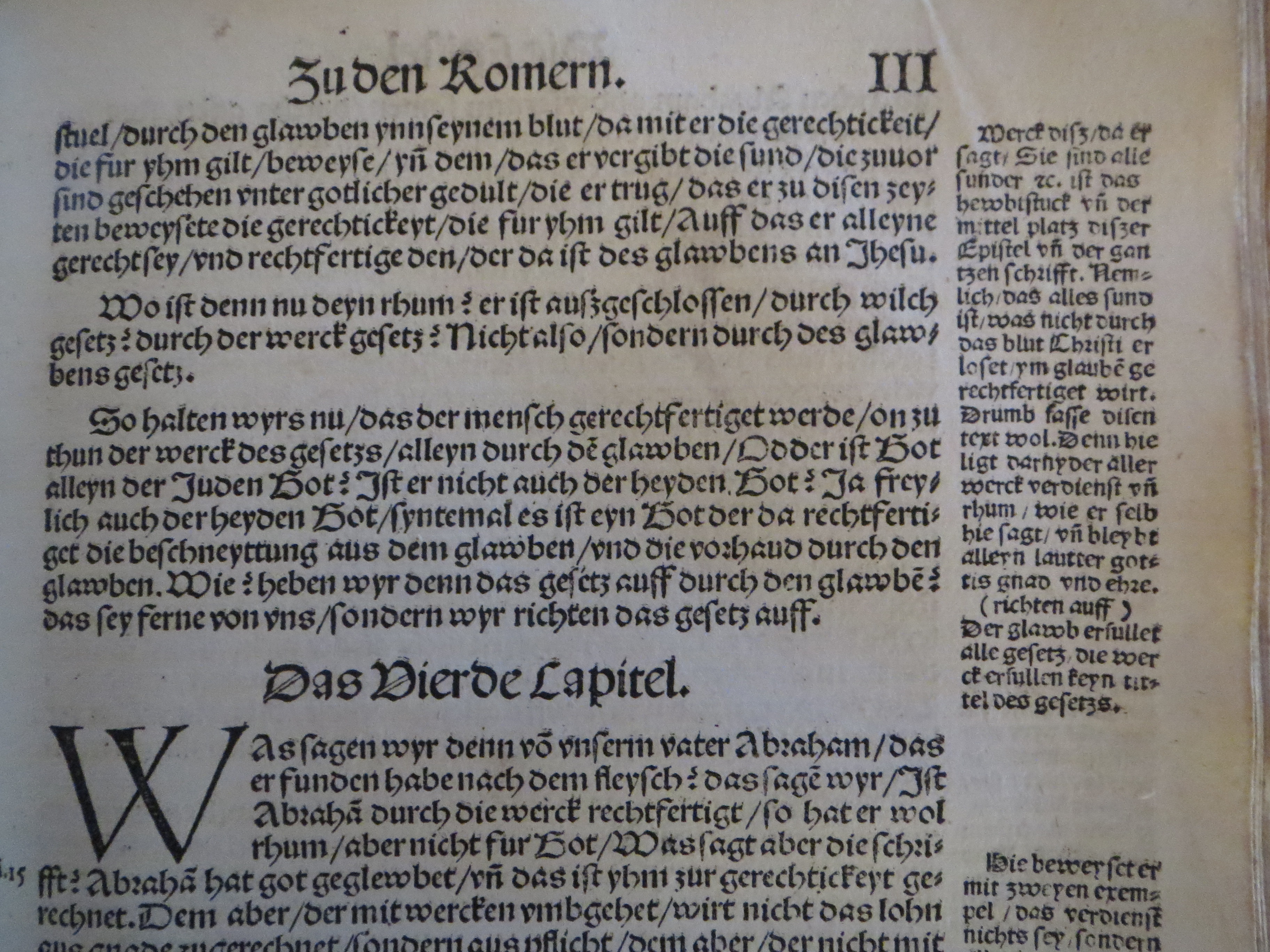
Römer 3 in Martin Luthers Septembertestament 1522

Die wichtigste biblische Grundlage für diesen Gedanken sah der Reformator Martin Luther im Brief des Apostels Paulus an die Römer (Röm 3,21–28 ) gegeben. Allerdings kommt im griechischen Urtext von Röm 3,28 das Wort „allein“ nicht vor. Es wurde von Luther nach eigenen Worten hinzugefügt, um den Eigenheiten der deutschen Sprache gerecht zu werden. Diese Zufügung ist bis heute in der Lutherbibel beibehalten worden. Moderne Bibelübersetzungen schreiben an dieser Stelle, „dass der Mensch durch Glauben gerechtfertigt“ werde, wie auch die Vulgata. Besonders im Calvinismus wird die lutherische „Alleinwirksamkeit“ des Glaubens mit Verweis auf die Wichtigkeit der Heiligung kritisch gesehen.

## Verhältnis zu den anderen „Soli“
Das „sola fide“ bezeichnet das Vertrauen des Menschen in die göttliche Gnade. „Sola fide“ und „sola gratia“ bezeichnen die menschliche und die göttliche Seite des Heilswirkens Gottes: Die Aneignung der göttlichen Gnade geschieht „sola fide“ seitens des Menschen, die Zueignung der Gnade geschieht „sola gratia“ von Seiten Gottes. Da der Glaube ein von Gott gewirktes Geschenk (eine Gnadenwirkung) ist, kann „das sola fide… auch als sola gratia expliziert werden“ (Friedrich Wilhelm Graf).
Mit dem „sola fide“ bzw. „sola gratia“ verknüpft sind die Grundsätze des „solus Christus“ (allein Christus) und des „sola scriptura“ (allein durch die Schrift).

## Verhältnis zur Lehre der katholischen Kirche
Die römisch-katholische Kirche lehrt nicht, dass man durch etwas anderes gerechtfertigt würde, als Gnade (beispielsweise etwa durch Werke). Sie lehrt – wie die evangelischen Kirchen – dass man die Gerechtigkeit Christi annimmt durch Glauben allein (sola fides). Die Reformatoren widersprachen der katholischen Lehre vor allem in drei Punkten: 1. Was für ein Glaube in „sola fide“ denn gemeint sei; 2. Das Wesen der Rechtfertigung; 3. Die Nützlichkeit der Werke.

### Fides fiducialis und fides dogmatica
Fides fiducialis bezeichnet den festen Glauben daran, dass Gott uns nicht mehr unsere Sünden anrechnet um Christi (Leiden) willen oder aus väterlicher Liebe. Fides dogmatica bezeichnet den Glauben an die von Gott geoffenbarten Wahrheiten, und das nicht wegen intrinsischer Wahrheit der Dinge als vom natürlichen Lichte der Vernunft erkannt, sondern wegen der Autorität des Gottes, der sie offenbart. Katholiken glauben, dass fides dogmatica der unbedingt notwendige Vorbereitungsakt für die Rechtfertigung ist, während die Reformatoren glauben, dass Rechtfertigung als Ganzes von fides fiducialis kommt, dafür unter anderem (Röm 3,4 ) anführend: „Abraham glaubte Gott, und das wurde ihm als Gerechtigkeit angerechnet.“

### Wesen der Rechtfertigung
Die Reformatoren lehren, dass man gerechtfertigt wird durch bloße Nichtanrechnung und Zudeckung der Sünden (nach der negativen Seite) und Anrechnung der Gerechtigkeit Christi (auf der positiven Seite).
Katholiken aber lehren, dass die Rechtfertigung nicht nur in Nichtanrechnung und Zudeckung der Sünden besteht nach der negativen Seite, sondern in wahrer Nachlassung und Austilgung der Sünden. Gott würde dies nur dann nicht tun, wenn er nicht wolle oder nicht könne, was beides nicht der Fall sei. Austilgung der Sünde heißt dabei nicht etwa, dass das Geschehene ungeschehen gemacht wird, sondern, dass die durch die sündhafte Tat entstandene Schuld weggenommen (nicht nur vergessen) wird. Sie lehren ferner, dass Rechtfertigung nach ihrer positiven Seite nicht nur in Zurechnung der Gerechtigkeit Christi bestehe, sondern auch in übernatürlicher Heiligung, soll heißen: eine Ausrichtung des ganzen Lebens auf Gott hin.

### Nützlichkeit der Werke
Die Reformatoren und Katholiken lehren beide, dass der Glaube der essenzielle Vorbereitungsakt für die Rechtfertigung ist, welche wir formell durch Gottes Gnaden empfangen; das heißt, dass beide ablehnen, dass etwa Werke notwendig seien für Rechtfertigung. Beide lehren auch, dass gute Werke durchaus aus Glauben folgen (vgl. (Jak 2,7 ): „Glaube ohne Werke ist tot.“). Katholiken lehren aber darüber hinaus – anders als die Reformatoren – dass der Gerechtfertigte sich durch gute Werke wahrhaft einen übernatürlichen Lohn vor Gott verdient, nämlich Vermehrung der Gnade (die man schon auf Erden hat) und die Vermehrung der Glorie im Himmel.

### Heutiger Stand
Heute teilen viele Protestanten eigentlich „katholische“ Ansichten, schreiben aber Katholiken irrtümlich ein Dogma von der Rechtfertigung durch gute Werke zu. Der evangelische Theologe Karl von Hase gibt zu, dass im „jetzt herrschenden protestantischen Bewußtsein“ viele protestantische Theologen gerade die katholisch-scholastische Rechtfertigungslehre vertreten. Papst Benedikt XVI. gibt ebenso zu, dass Luthers Begriff „sola fide“ richtig sei, sofern man Glauben nicht dem Leben in der Liebe Gottes entgegenstelle.